# Улан-Дабан
Ула́н-Даба́н, раніше хребе́т Гу́мбольдта — гірський хребет у Китаї, у межах гірської системи Наньшань.
У китайській традиції використовуються назви Ємананьшань (кит.: 野马南山) на позначення західної, ганьсуської, частини і Шуленаньшань (кит.: 疏勒南山) для східної, цінхайської, частини відповідно. Є вододілом річок Данхе і Шулехе.
Хребет простягнувся майже на 250 км, висота гірського пасма — від 5300 до 5400 м. Улан-Дабан підіймається над навколишніми плато на 1000—2000 м. Мало порізаний, перевали розташовані на висоті понад 4000 м. Складений переважно осадовими породами. Зустрічаються льодовики. Переважає рослинність арктичних пустель.
Хребет було названо на честь видатного німецького вченого Александра Гумбольдта в 1880 році російським мандрівником Миколою Пржевальським.

## Джерело
- Улан-Дабан // Большая советская энциклопедия : в 30 т. / главн. ред. А. М. Прохоров. — 3-е изд. — М. : «Советская энциклопедия», 1969—1978. (рос.)